# Tipula (Vestiplex) bryceana
Tipula (Vestiplex) bryceana is een tweevleugelige uit de familie langpootmuggen (Tipulidae). De soort komt voor in het Oriëntaals gebied.